# Новый Некоуз
Но́вый Неко́уз — село в Ярославской области России.
Административный центр Некоузского района и входящих в его состав Некоузского сельского поселения и Некоузского сельского округа. В 1975—1993 гг. Новый Некоуз относился к посёлкам городского типа.

## География
Новый Некоуз расположен в 113 км к западу от областного центра города Ярославля, на региональной автодороге Углич — Брейтово.
В селе находится железнодорожная станция Некоуз на Рыбинско-Псковском ходу Северной железной дороги.
С запада село огибает небольшая речка Ильдь. В 4 км к западу Нового Некоуза находится село Некоуз (Старый Некоуз).

## Население
| 1959  | 1970  | 1979  | 1989  | 2002  | 2007  | 2010  |
| ----- | ----- | ----- | ----- | ----- | ----- | ----- |
| 925   | ↗1770 | ↗3085 | ↗3796 | ↘3707 | ↗3816 | ↘3462 |
| 2021  |       |       |       |       |       |       |
| ↘3260 |       |       |       |       |       |       |

Согласно результатам переписи 2002 года, в национальной структуре населения русские составляли 95 % от всех жителей.

### Известные жители
- Тихонова, Нина Александровна (1919—1998) — виноградарь, Герой Социалистического Труда (1958).

## История
Населённый пункт здесь возник при железнодорожной станции и первоначально имел название Харино. Находившееся в четырёх километрах к западу от станции село Некоуз 10 июня 1929 года стало центром новообразованного Некоузского района. 18 августа 1931 года железнодорожная станция Харино была переименована в Некоуз. Постановлением Президиума ВЦИК РСФСР от 20 ноября 1931 года райцентр из села Некоуз был переведён в посёлок при железнодорожной станции Харино, переименованный затем в Некоуз. При этом по состоянию на 1934 год райцентр обозначался как Харино, а по состоянию на 1941 и 1947 годы — как Некоуз.
Указом Президиума Верховного Совета РСФСР от 15 декабря 1952 года пристанционный населённый пункт был переименован в посёлок Новый Некоуз.
В 1975 году посёлок Новый Некоуз получил статус посёлка городского типа и отнесён к рабочим посёлкам.
Тогда же в черту посёлка было включено село Николо-Замошье (ныне южная часть улицы Ленина), где находится зимняя Богоявленская церковь 1873 года и где в 1807 году была построена летняя Успенская церковь, разрушенная в 1932 году.
Если вести историю Нового Некоуза не со дня официального провозглашения его районным центром, а со времени постройки первого храма на одной из его будущих улиц (ныне район «Рёжа»), то населённому пункту под нынешним названием Новый Некоуз исполнилось уже более 200 лет.
В 1993 году пгт был отнесён к сельским населённым пунктам и преобразован в село Новый Некоуз.

## Достопримечательности
В райцентре встречаются старинные деревянные дома, некогда перевезённые с затопляемых Мологских земель.
На станции Некоуз на месте бывшего здания вокзала установлен памятник 157 некоузцам, погибшим при авианалете 18 октября 1941 года. Их братской могилой стала воронка от взрыва бомбы на противоположной стороне железнодорожного полотна.
В самом центре села расположен тенистый парк, в котором развернута детская площадка, также здесь находится памятник некоузцам-участникам Великой Отечественной войны и памятник В. И. Ленину, чье имя и носит парк.
Благодаря присоединённому в 1975 году бывшему селу Николо-Замошье, визитной карточкой Нового Некоуза в южной его части стала краснокирпичная колокольня церкви Богоявления Господня, которая стоит на въезде в село по автодороге Углич—Некоуз. Своеобразен облик постройки: небольшой одноглавый храм примыкает к стройной высокой трехъярусной колокольне. В Николо-Замошье были две церкви: зимняя — построена в 1873 году и летняя — построена в 1807 году. Обе церкви имели колокольни. В 1932 году летнюю церковь разрушили и разобрали на кирпич.

## Культура
В селе имеется детская музыкальная школа, музей, Центральная библиотека им. Сухово-Кобылина, функционирует Культурно-досуговый центр. При КДЦ действуют: квартет «Визави», хор «Лира», хор ветеранов «Ивушка», рок-группа «Империя».

## Известные жители
- Таврион (Батозский) — архимандрит, получил известность как духовник; служил в Некоузском храме в 1964—1969 годах.